# Selección de balonmano de Ecuador
La Selección de balonmano de Ecuador es el equipo que representa a Ecuador en competencias internacionales de balonmano oficialmente desde el 2006.
Pertenece a la Federación Panamericana de Balonmano (PATHF) y es regulada por la Federación Ecuatoriana de Balonmano.

## Historia
El balonmano llegó a Ecuador en la década del 30, presuntamente por obra de George Capwell, el fundador de Emelec, quien llevó la práctica del deporte a los trabajadores de empresas eléctricas.

## Historial

### Campeonato de América
- Sin participaciones

### Juegos Panamericanos
- Sin participaciones

### Juegos Suramericanos
- Sin participaciones

### Juegos Bolivarianos
- 2013: 4.º puesto

### Campeonato de Naciones Emergentes de América del Sur y Centroamérica
- 2018: 6.º puesto[7]

### Campeonato Panamericano de Balonmano Masculino Juvenil
- 2015: 6.º puesto

### Campeonato Sudamericano de Balonmano Cadetes
- 2012: 6.º puesto[8]
- 2015: 6.º puesto[9]